# William Murphy (biskup)
William Murphy (ur. 6 czerwca 1936 w Annaghmore) – irlandzki duchowny rzymskokatolicki, w latach 1995-2013 biskup Kerry.

## Życiorys
Święcenia kapłańskie przyjął 18 czerwca 1961. 17 czerwca 1995 został mianowany biskupem Kerry. Sakrę biskupią otrzymał 10 września 1995. 2 maja 2013 przeszedł na emeryturę.